# Peter Oleikiewitz
Peter Oleikiewitz (né le 20 janvier 1946 à Dorfchemnitz) est un homme politique allemand du SPD et député du landtag de Saxe-Anhalt de la première élection jusqu'à l'élection du parlement de 2006. 

## Biographie
Après avoir obtenu son diplôme du lycée polytechnique en 1962, Oleikiewitz commencé un  apprentissage dans les machines de forage dans le SKET. Par la suite, de 1964 à 1966, il passe son Abitur à l'ABF Halle. Après avoir terminé son diplôme de cinq ans en géologie à l'école des mines de Freiberg en 1971, il travaille jusqu'en 1990 comme assistant de recherche au département de géologie du conseil de district de Magdebourg . 
Oleikiewitz est marié et père de deux enfants. 

## Parti
Oleikiewitz rejoint le SPD en 1990. De 1992 à 2003, il est président de l'arrondissement de Börde. 

## Carrière politique
Oleikiewitz représente la circonscription de Wanzleben au parlement de l'État. Il est élu pour la dernière fois sur la liste d'état et ne s'est pas présenté à nouveau en 2006. Oleikiewitz est vice-président de la commission de l'environnement, vice-président de la commission spéciale pour l'examen des membres du parlement de l'État, ainsi que membre de la commission de l'alimentation, de l'agriculture et des forêts. Lors de la catastrophe des inondations en 2002, il est membre du comité des inondations. Oleikiewitz est membre de la première chambre du Peuple librement élue de la RDA. De 1990 à 1994, il est membre du conseil municipal de Dodendorf. De 1999 à 2004, Oleikiewitz est membre du conseil de l'arrondissement de Börde et président du conseil de district du SPD. 

## Autre activité
- Président du conseil d'administration de la fondation pour l'environnement et la conservation de la nature de Saxe-Anhalt.